# Ferronius Vegetus
Ferronius Vegetus (sein Praenomen ist nicht bekannt) war ein im 2. Jahrhundert n. Chr. lebender Angehöriger der römischen Armee.
Durch zwei Bauinschriften, die an verschiedenen Stellen beim Hadrianswall gefunden wurden, ist belegt, dass Vegetus Centurio war; er war vermutlich Centurio in der Legio XX Valeria Victrix. Aus den beiden Inschriften geht hervor, dass seine Centuria Teil der dritten Kohorte war. Durch eine weitere Bauinschrift, die beim Legionslager Deva Victrix in der Provinz Britannia gefunden wurde, ist ein Centurio Ferronius belegt, dessen Centuria Teil der dritten Kohorte war. Möglicherweise ist er mit dem Ferronius Vegetus der ersten beiden Inschriften identisch.
Die ersten beiden Bauinschriften werden bei der Epigraphik-Datenbank Clauss-Slaby (EDCS) auf 125/128 datiert, die dritte auf 122/138.